# Entrevista amb el vampir (pel·lícula)
Entrevista amb el vampir (títol original: Interview with the Vampire: The Vampire Chronicles) és una pel·lícula de 1994 dirigida per Neil Jordan i protagonitzada per Tom Cruise i Brad Pitt. La pel·lícula està basada en la novel·la homònima publicada per Anne Rice el 1976. Ha estat doblada al català.

## Argument
Daniel Molloy (Christian Slater) és un periodista que aconsegueix la seva entrevista més important: la del vampir Louis de Pointe du Lac (Brad Pitt), que decideix explicar què va passar des que Lestat de Lioncourt (Tom Cruise) el va convertir en vampir dos-cents anys abans.

## Repartiment
- Tom Cruise: Lestat
- Brad Pitt: Louis
- Antonio Banderas: Armand
- Stephen Rea: Santiago
- Christian Slater: Molloy
- Kirsten Dunst: Claudia
- Domiziana Giordano: Madeleine
- Thandie Newton: Yvette
- Indra Ové: Prostituta de New Orleans
- Laure Marsac: Dona mortal a l'escenari
- Bellina Logan: Noia de la taverna

## Premis i nominacions[calcitació]

### Premis
- 1995. BAFTA a la millor fotografia per Philippe Rousselot
- 1995. BAFTA al millor disseny de producció per Dante Ferretti

### Nominacions
- 1995. Oscar a la millor direcció artística per Dante Ferretti i Francesca Lo Schiavo
- 1995. Oscar a la millor banda sonora per Elliot Goldenthal
- 1995. Globus d'Or a la millor actriu secundària per Kirsten Dunst
- 1995. Globus d'Or a la millor banda sonora per Elliot Goldenthal
- 1995. BAFTA al millor vestuari per Sandy Powell
- 1995. BAFTA al millor maquillatge i perruqueria per Stan Winston, Michèle Burke i Jan Archibald